# 远齿粗壮景天
远齿粗壮景天（学名：Sedum engleri var. dentatum）为景天科景天属下的一个变种。

## 扩展阅读
- 維基物種上的相關：远齿粗壮景天